# Toyota Danmark
Toyota Danmark A/S er en dansk bilimportør, der har sit domicil i Søborg i København. Selskabet er et datterselskab til Toyota Motor Europe, som er en del af Toyota Motor.
Virksomheden importerer, markedsfører og videresælger personbiler og reservedele i Danmark under mærket Toyota. I 2022 solgte de over 15.000 biler i Danmark til en værdi af ca. 3 mia. danske kroner.